# ユー・キャント・ドゥ・ザット
「ユー・キャント・ドゥ・ザット」（You Can't Do That）は、ビートルズの楽曲である。1964年にイギリスで発売された6作目のシングル盤『キャント・バイ・ミー・ラヴ』のB面曲として発売された。レノン＝マッカートニー名義となっているが、実質的にはジョン・レノンによって書かれた楽曲。B面曲として発売された後、3作目のイギリス盤公式オリジナル・アルバム『ハード・デイズ・ナイト』にも収録された。

## 曲の構成
「ユー・キャント・ドゥ・ザット」は、所有欲の強さと嫉妬心を題材とした楽曲で、フィリップ・マーゴティンとジーン・ミシェル・ゲドンは「『ジェラス・ガイ』の前身」としている。1980年の『プレイボーイ』誌のインタビューで、レノンは本作について「ウィルソン・ピケットをやってみた。1小節にカウベルを4回鳴らして、コードは"Chatoong"ってところ」と語っている。本作においてレノンは、ギターソロも演奏しており、1964年に「僕はリズムを刻むときにいつも何か面白いことをしてやろうと試みて、だいたい良い感じにできていた。『ユー・キャント・ドゥ・ザット』は良い例だ。リードギターというよりはリズムギターっぽく弾いた。録音したときに音が薄くならないようにするためにね。ジョージみたいなリードギタリストではないけど、たまにはリードを取りたいと思うときもある」と語っている。
ジョージ・ハリスンは、スタジオで本作のイントロとアウトロのギターリフを書いていて、『ローリング・ストーン』誌のトム・ペティとのインタビューで「スタジオにいて、「何かしなくちゃ」と思って書いた」と振り返っている。
1964年に公開されたビートルズ主演の映画『ビートルズがやって来るヤァ!ヤァ!ヤァ!』の撮影の一環で、本作を演奏するシーンも撮影されたが、最終的にカットされることとなった。

## レコーディング、リリース
「ユー・キャント・ドゥ・ザット」
レコーディングは、1964年2月25日にEMIレコーディング・スタジオで行われ、同日には「アンド・アイ・ラヴ・ハー」や「恋する二人」のレコーディングも行われた。1995年に発売された『ザ・ビートルズ・アンソロジー1』には、ガイド・ボーカルが含まれた初期のテイクが収録された。
『エド・サリヴァン・ショー』への出演のためにアメリカ合衆国ニューヨーク州に滞在していたときに、ハリスンに贈られたリッケンバッカー・360/12（1964年製）が本作のレコーディングで使用された。
本作は、1964年3月16日にアメリカで、同月20日にイギリスで、4月5日に日本で発売されたシングル盤『キャント・バイ・ミー・ラヴ』のB面に収録された。その後イギリスで発売されたオリジナル・アルバム『ハード・デイズ・ナイト』、アメリカで発売された『ザ・ビートルズ・セカンド・アルバム』に収録され、解散後に発売されたコンピレーション・アルバム『ロックン・ロール・ミュージック』にも収録された。
1964年にBBCラジオで演奏されており、2013年に発売された『オン・エア〜ライヴ・アット・ザ・BBC Vol.2』には1964年7月16日に放送された『Top Gear』での音源が収録された。また、2016年に発売された『ライヴ・アット・ザ・ハリウッド・ボウル』には、ボーナス・トラックとして1965年8月23日のハリウッド・ボウル公演でのライブ音源が収録された。
1964年5月22日にジョージ・マーティンがテイク9にピアノをオーバー・ダビングし、アルバムバージョンとして発表する計画があったが、最終的には実行されなかった。

## クレジット
※出典
- ジョン・レノン - リード・ボーカル、リードギター
- ポール・マッカートニー - バッキング・ボーカル、ベース、カウベル
- ジョージ・ハリスン - バッキング・ボーカル、12弦ギター（リードギター）
- リンゴ・スター - ドラム、ボンゴ

## カバー・バージョン

### ニルソンによるカバー
ハリー・ニルソンは、1967年に発売したアルバム『パンディモニアム・シャドウ・ショウ』に「ユー・キャント・ドゥ・ザット」のカバー・バージョンを収録。ニルソンのカバー・バージョンでは、10曲程度のビートルズの楽曲の要素と融合されている。
ニルソンのカバー・バージョンは、「初のマッシュアップ曲」とされている。シングル・カットされており、カナダの音楽雑誌『RPM』のチャートで最高位10位、アメリカの『ビルボード』誌のBubbling Under the Hot 100で最高位122位を記録した。

### その他のアーティストによるカバー
- スプリームス - 1964年に発売されたアルバム『A Bit of Liverpool』に収録[26]。
- ヴァニラ・ファッジ - 1968年に発売されたアルバム『Beat Goes On』に収録[27]。
- NOBODY - 1988年に発売されたトリビュート・アルバム『抱きしめたい』に収録。
- スミザリーンズ（英語版） - 2008年に発売されたカバー・アルバム『B-Sides the Beatles』に収録[28]。

## チャート成績
| チャート (1964年)               | 最高位 |
| ------------------------------- | ------ |
| ベルギー (Ultratop 50 Wallonia) | 6      |
| カナダ (CHUM Chart)             | 33     |
| US Billboard Hot 100            | 48     |

| チャート (1967年)                         | 最高位 |
| ----------------------------------------- | ------ |
| Canada Top Singles (RPM)                  | 10     |
| US Bubbling Under the Hot 100 (Billboard) | 122    |
| US Cash Box Top 100                       | 91     |